# Mali Šentpavel
Mali Šentpavel (nemško Klein St. Paul) je naselje v Občini Mali Šentpavel v Okraju Šentvid ob Glini na Koroškem v Avstriji.